# Rząd Richarda Belcrediego
Rząd Richarda Belcrediego - rząd, rządzący Cesarstwem Austriackim od listopada 1865 do 1867.
Premierem rządu był Richard Belcredi.
20 września 1865 cesarz Franciszek Józef I zawiesił konstytucję Schmerlinga. Premier pozostawił sejmom krajowym dużo większy od swojego poprzednika zakres samodzielności. Z powodu braku ugody z Węgrami, a w obliczu klęsk pod Magentą i pod Sadową rząd został zdymisjonowany.